# Întoarcerea în paradis
Întoarcerea în paradis este un film românesc din 1997 regizat de Gheorghe Preda. Rolurile principale au fost interpretate de actorii Sevil Baubec, Mihai Mihalcea.

## Distribuție
Distribuția filmului este alcătuită din:
- Mihai Mihalcea
- Sevil Baubec